# Florian Eisath
Florian Eisath (* 27. November 1984 in Bozen) ist ein ehemaliger italienischer Skirennläufer. Der Südtiroler startete zunächst in allen Disziplinen, und konzentrierte sich von 2009 bis zu seinem Karriereende 2018 hauptsächlich auf den Riesenslalom. Seine Mutter Monika Auer war eine erfolgreiche Rennrodlerin, seine jüngeren Geschwister Magdalena und Michael sind ebenfalls Skirennläufer.

## Biografie
Eisath erlernte im Alter von drei Jahren den Skilauf. Nach einigen Erfolgen bei Kinderrennen startete er als 15-Jähriger im Januar 2000 erstmals bei FIS-Rennen. Er maturierte an der Sportoberschule in Mals. Die ersten Starts im Europacup folgten im Februar 2003. Ein Jahr später nahm er an den Juniorenweltmeisterschaften 2004 in Maribor teil, wo er sich im Riesenslalom und in der Abfahrt unter den besten zehn klassieren konnte. Am 7. Dezember 2004 feierte Eisath im Riesenslalom von Valloire seinen ersten Sieg im Europacup. Nur eine Woche zuvor fuhr er als Zehnter des Riesenslaloms von Levi erstmals in die Punkteränge. Daraufhin kam Eisath im Riesenslalom von Alta Badia zu seinem ersten Weltcupeinsatz. Er konnte sich aber, ebenso wie in seinem zweiten Weltcuprennen im Februar in Kranjska Gora, nicht für den zweiten Durchgang qualifizieren.
Im Dezember 2005 gewann der Italiener innerhalb weniger Tage drei Europacup-Riesenslaloms in Folge. Kurz darauf kam er im Riesenslalom von Kranjska Gora zu seinem dritten Weltcupeinsatz, bei dem er als 24. die ersten Punkte holte. In der Europacup-Endwertung erreichte Eisath in der Saison 2005/06 mit insgesamt vier Siegen sowohl im Gesamt- als auch im Riesenslalomklassement den zweiten Platz hinter seinem Landsmann Michael Gufler. Im März 2006 wurde er zum ersten Mal italienischer Meister im Riesenslalom. Im Dezember 2006 erzielte Eisath seinen sechsten Europacupsieg. Im Weltcup fuhr er in der Saison 2006/07 viermal in die Punkteränge. Im Winter 2007/08 erreichte er mit Platz elf in der Super-Kombination von Wengen sein bis dahin bestes Weltcupresultat.
Die Saison 2008/09 war für Eisath wegen einer schweren Verletzung (Waden- und Schienbeinbruch) Ende Dezember vorbei. Seit dieser Verletzung konzentriert er sich hauptsächlich auf den Riesenslalom und fährt im Weltcup nur noch in dieser Disziplin. Im Winter 2009/10 gelang ihm ein Europacupsieg im Riesenslalom von St. Vigil und mit weiteren zwei Podestplätzen der zweite Platz in der Riesenslalomwertung. Im Weltcup war der 14. Platz im ersten Riesenslalom von Kranjska Gora sein bestes Saisonresultat. In der Saison 2010/11 fuhr Eisath im Europacup einmal auf das Podest und im Weltcup dreimal unter die besten 30. Auch in der Saison 2011/12 konnte Eisath in drei Riesenslaloms im Weltcup punkten, wobei er mit Platz 13 in Bansko sein bestes Weltcupergebnis seit vier Jahren erreichte. Gegen Ende des Winters erlitt er bei einem Sturz in Kranjska Gora einen mehrfachen Bruch des linken Oberarmes im Schulterbereich.
Nachdem Eisath zuvor zwei sechste Plätze in Riesenslaloms (Adelboden und Beaver Creek 2015) als beste Weltcupergebnisse zu Buche stehen hatte, gelang ihm am 18. Dezember 2016 in Alta Badia mit Rang drei das einzige Mal in seiner Karriere der Sprung aufs Podest. Im weiteren Verlauf der Saison 2016/17 folgten noch vier Top-10-Ergebnisse, in der Saison 2017/18 deren zwei. Sein letztes Weltcuprennen bestritt er am 17. März 2018 in Åre.

## Erfolge

### Olympische Spiele
- Pyeongchang 2018: 14. Riesenslalom

### Weltmeisterschaften
- Vail/Beaver Creek 2015: 8. Riesenslalom
- St. Moritz 2017: 17. Riesenslalom

### Weltcup
- 12 Platzierungen unter den besten zehn, davon 1 Podestplatz

### Weltcupwertungen
| Saison  | Gesamt | Gesamt | Super-G | Super-G | Riesenslalom | Riesenslalom | Kombination | Kombination |
| Saison  | Platz  | Punkte | Platz   | Punkte  | Platz        | Punkte       | Platz       | Punkte      |
| ------- | ------ | ------ | ------- | ------- | ------------ | ------------ | ----------- | ----------- |
| 2005/06 | 137.   | 7      | –       | –       | 51.          | 7            | –           | –           |
| 2006/07 | 107.   | 30     | 44.     | 7       | 43.          | 8            | 34.         | 15          |
| 2007/08 | 80.    | 66     | –       | –       | 51.          | 7            | 18.         | 59          |
| 2009/10 | 112.   | 24     | –       | –       | 33.          | 24           | –           | –           |
| 2010/11 | 122.   | 20     | –       | –       | 37.          | 20           | –           | –           |
| 2011/12 | 102.   | 38     | –       | –       | 33.          | 38           | –           | –           |
| 2012/13 | 67.    | 93     | –       | –       | 22.          | 93           | –           | –           |
| 2013/14 | 102.   | 27     | –       | –       | 33.          | 27           | –           | –           |
| 2014/15 | 55.    | 133    | –       | –       | 14.          | 133          | –           | –           |
| 2015/16 | 44.    | 235    | –       | –       | 9.           | 235          | –           | –           |
| 2016/17 | 35.    | 252    | –       | –       | 9.           | 252          | –           | –           |
| 2017/18 | 51.    | 134    | –       | –       | 14.          | 134          | –           | –           |

### Europacup
- Saison 2005/06: 2. Gesamtwertung, 2. Riesenslalomwertung
- Saison 2009/10: 2. Riesenslalomwertung
- Saison 2012/13: 5. Riesenslalomwertung
- 21 Podestplätze, davon 10 Siege:

| Datum             | Ort                | Land       | Disziplin    |
| ----------------- | ------------------ | ---------- | ------------ |
| 7. Dezember 2004  | Valloire           | Frankreich | Riesenslalom |
| 10. Dezember 2005 | Valloire           | Frankreich | Riesenslalom |
| 11. Dezember 2005 | Valloire           | Frankreich | Riesenslalom |
| 14. Dezember 2005 | St. Vigil          | Italien    | Riesenslalom |
| 21. Januar 2006   | Sella Nevea        | Italien    | Super-G      |
| 15. Dezember 2006 | St. Vigil          | Italien    | Riesenslalom |
| 12. Dezember 2009 | St. Vigil          | Italien    | Riesenslalom |
| 19. Januar 2013   | Kirchberg in Tirol | Österreich | Riesenslalom |
| 5. Februar 2013   | Les Menuires       | Frankreich | Riesenslalom |
| 14. Januar 2018   | Kirchberg in Tirol | Österreich | Riesenslalom |

### Juniorenweltmeisterschaften
- Maribor 2004: 6. Riesenslalom, 10. Abfahrt, 15. Super-G

### Weitere Erfolge
- 3 italienische Meistertitel (Riesenslalom 2006, 2011 und 2015)
- Italienischer Juniorenmeister im Riesenslalom und in der Kombination 2004
- 4 Siege in FIS-Rennen